# Aleš Debeljak
Aleš Debeljak (Lubiana, 25 dicembre 1961 – Peračica, 28 gennaio 2016) è stato un poeta, critico letterario e sociologo sloveno.

## Biografia
Nato nella Lubiana jugoslava, Debeljak si laurea in letteratura comparata all'Università di Lubiana nel 1985. Continua quindi gli studi negli Stati Uniti, dove ottiene un dottorato di ricerca in sociologia della cultura alla Syracuse University nel 1989. Più tardi è Senior Fulbright fellow alla University of California, Berkeley. Lavora anche all'Institute for Advanced Studies Collegium Budapest, al Civitella Ranieri Center e al Bogliasco Liguria Study Center for the Arts and Humanitites. Ha inoltre insegnato al Collegio d'Europa.
Dalla metà degli anni '80 Debeljak prende parte attiva nei movimenti della società civile slovena. È uno dei co-editori della rivista di critica alternativa Nova revija. Partecipa inoltre al think-tank social-liberale Forum 21, guidato da Milan Kučan, futuro capo di stato del paese.
È stato fino alla morte professore di studi culturali alla Facoltà di Studi Sociali dell'Università di Lubiana.
Debeljak è sposato con la scrittrice, editorialista e traduttrice statunitense Erica Johnson Debeljak, con cui ha tre figli. Vive a Lubiana.

## Poetica
Debeljak inizia a pubblicare poesie durante le scuole superiori. Viene scoperto dal poeta Veno Taufer, che lo introduce alla scena letteraria. La sua prima raccolta di poesia ottiene una buona ricezione, anche da parte del poeta Tomaž Šalamun, che dichiara Debeljak il miglior poeta della nuova generazione di autori sloveni.
La poesia di Debeljak è caratterizzata da una malinconia di fondo e dalla riaffermazione dei valori tradizionali, quali Dio e la famiglia. Un'opposizione delle scuole di pensiero relativiste quali il post-modernismo, Debeljak si fonda su un ideale illuminista del giusto e dello sbagliato.
Debeljak è stato un autore estremamente prolifico. Oltre alla poesia e alla critica culturale, ha anche lavorato come editorialista per il principale giornale sloveno, Delo.
I suoi lavori sono stati tradotti in varie lingue, tra cui inglese, tedesco, giapponese, spagnolo, italiano, polacco, ceco, croato, serbo, macedone, lituano, ungherese, romeno, slovacco, finlandese e catalano.

## Opere
Tra i lavori di Debeljak tradotti o pubblicati in lingua inglese:
- The Hidden Handshake: National Identity and Europe in The Post Communist World (Rowman & Littlefield, New York & Oxford 2004).
- Reluctant Modernity: The Institution of Art and its Historical Forms (Rowman & Littlefield, Lanham & New York 1998).
- Twilight of the Idols: Recollections of a Lost Yugoslavia (Wite Pine Press, Fredonia & New York 1994).
- Persistence of Modernity: Critical Social Theory of Modern vs. Postmodern Institution of Art (UMI, Ann Arbor, 1994).
- Smugglers (BOA Editions, Ltd., Rochester, 2015).